# Heptathela shuri
Espèce
Heptathela shuri est une espèce d'araignées mésothèles de la famille des Liphistiidae.

## Distribution
Cette espèce est endémique d'Okinawa dans les îles Okinawa dans l'archipel Nansei au Japon,.

## Description
La femelle holotype mesure 10,78 mm.

## Systématique et taxinomie
Cette espèce a été décrite par Xu, Ono, Kuntner, Liu et Li en 2019.

## Étymologie
Son nom d'espèce lui a été donné en référence au lieu de sa découverte, Shuri.

## Publication originale
- Xu, Ono, Kuntner, Liu & Li, 2019 : « A taxonomic monograph of the liphistiid spider genus Heptathela, endemic to Japanese islands. » ZooKeys, no 888, p. 1-50 (texte intégral).